# سيلينوسيستئين
السيلينوسيستئين (بالإنجليزية: Selenocysteine)‏ واختصارا (إيوباك-إيوبمب Sec أو U) هو حمض أميني غير قياسي مصاوغه اليساري (L) هو أحد الأحماض الأمينية الـ22 المركبة للبروتين، يشفَّر في جزيئات الرنا الرسول بكودون التوقف (أوبال -UGA) بتواجد تسلسل غرز يسمى العنصر SECIS. وهو مشابه بنيوي
سيليني للسيستئين ويدخل في تركيب بعض الإنزيمات من أقسام المؤكسدة المختزلة مثل: غلوتاتيون بيروكسيداز، مختزلة التيوريديكسون، نازعات يود الثيرونين الأيودي (ثيروكسين 5'-نازعة اليود وثيروكسين 5-نازعة اليود)، مختزلة الغليسين ونازعة هيدروجين الفورمات وتسمى هذه الإنزيمات بروتينات سيلينية. توجد ثلاث جينات مشفرة للبروتينات السيلينية لدى الإشريكية القولونية. التيليروسيستئين هو مشابه بنيوي آخر للسيستئين، مع ذرة تيلوريوم بدل السيلينيوم.
خلافا لمعظم الأحماض الأمينية غير القياسية، والتي لا تنتمي إلى الأحماض الأمينية الـ20 المشفَّرة مباشرة بواسطة الشيفرة الجينية، لا يتشكل السيلينوسيستئين في البروتين بواسطة تعديلات ما بعد الترجمة التي تخضع لها الأحماض الأمينية بعد ترجمة الرنا الرسول، ولكن يتم إدراجه مباشرة أثناء تخليق سلسلة عديد الببتيد بواسطة الريبوسوم.

## تاريخ
تم عزل حمض أميني يحتوي على السيلينيوم سنة 1914، وتم تعريفه لاحقا باسم ميثيل-سيلينوسيستئين. في سنة 1976 تم إثبات أن هذا الجزيء هو المكون السيليني في البروتينات السيلينية.